# Haenel MK 556
Haenel MK 556 (від нім. Maschinenkarabiner) — автоматична штурмова гвинтівка калібру 5,56×45 мм НАТО з обранням режиму вогню, розроблена компанією C.G. Haenel у Німеччині у вересні 2020 року. MK 556 — повністю автоматична версія попередньої розробки Haenel — карабіна CR 223, який уже обмежено використовувався правоохоронними органами з 2017 року. 14 вересня 2020 року Haenel MK 556 була обрана збройними силами Німеччини (Bundeswehr) як заміна гвинтівки G36, що зробило її першою службовою гвинтівкою Бундесверу, виробленою не компанією Heckler & Koch, яка представила власні розробки.

## Опис
Принцип роботи MK 556 заснований на відведенні порохових газів із поворотним затвором та коротким ходом газового поршня у стволі калібру 5,56×45 мм НАТО. Має аналогії з цивільною самозарядною гвинтівкою Haenel CR223. У стандартній комплектації оснащена чотирма рейками аксесуарів НАТО, на які можна кріпити будь-які прилади, такі як оптичні приціли, а також складаний механічний приціл. Перевідником вогню та запобіжними важелями можна керувати обома руками, а відведення газу регулюється. Доступні стволи довжиною 408 мм, 368 мм, 318 мм і 266 мм. Назва зброї пов'язана зі словом «автоматичний карабін» (Maschinenkarabiner) і використовуваним калібром (5,56 мм). Безпосередньою основою MK 556 є штурмова гвинтівка Caracal CAR 816 від материнської компанії Haenel, Caracal International.

## Конкурс «Система штурмової гвинтівки»
Щоб замінити G36, Федеральне міністерство оборони Німеччини запропонувало конкурс «Система штурмової гвинтівки» (System Sturmgewehr), в якому перемогла MK 556, що призвело до закупівлі гвинтівки, яку було відкликано 9 жовтня 2020 року через підозру в порушенні законодавства про закупівлі та занепокоєння щодо ймовірних порушень патентів CG Haenel на шкоду іншій компанії-учаснику торгів, Heckler & Koch. Федеральний міністр оборони Німеччини Аннеґрет Крамп-Карренбауер повідомила про це Комітету з оборони Федерального парламенту Німеччини. Рішення було прийнято після кризової наради з представниками відділу закупівель. На цьому фоні пропозиції учасників будуть переоцінені закупівельною службою.
14 жовтня 2020 року в ЗМІ з'явилися повідомлення про сумніви щодо порушень патентів щодо версій MK 556 для Бундесверу, які пропонує CG Haenel на шкоду Heckler & Koch. Крім того, з'явилися повідомлення про порушення патентних прав німецьким субпостачальником коробчастих магазинів Haenel Oberland Arms на шкоду Magpul Industries. Магазини з полімерних коробок Oberland Arms були комерційно запущені для європейських споживачів у 2009 році. Німецькі ЗМІ намагалися отримати більше інформації від Magpul Industries і CG Haenel, але з 13 жовтня 2020 року не з'явилося жодної нової інформації, яка могла б підтвердити патентний процес щодо магазина.
2 березня 2021 року Федеральне міністерство оборони Німеччини офіційно оголосило, після оцінки всіх поданих документів, що пропозицію від CG Haenel було виключено з подальшої процедури присудження. Про це в компанії вже повідомили. Зараз планується присудити контракт Heckler & Koch. 3 березня 2021 року CG Haenel оголосила, що рішення федерального уряду буде переглянуто та «вжито всіх необхідних юридичних заходів для захисту наших інтересів». За словами юристів у сфері державних закупівель, остаточне рішення щодо нової штурмової гвинтівки може бути відкладено, поки не будуть вичерпані всі судові дії. Це може призвести до затримки будь-якого майбутнього укладання контракту на роки, поки питання не буде вирішено та не призведе до виплати компенсації. Протягом тижня німецькі ЗМІ почали повідомляти про судові процеси, розпочаті внаслідок скасування перемоги в конкурсі.

## Оператори
- Німеччина
- Польща
- Україна — в першому півріччі 2024 року Німеччина передала Україні загалом 1635 одиниць гвинтівок МК 556.[25][26] 29 липня 2024 року стало відомо, що цими гвинтівками озброїли українських десантників 82-ї десантно-штурмової бригади.[27]